# علي أبو عواد
علي أبو عواد (من مواليد عام 1972)، هو فلسطيني ناشط في حركة السلام ومناصر للاعنف.  يُعتبر أنه مؤسس تغيير، وهي حركة وطنية فلسطينية لتحقيق وضمان الحل غير العنيف للنزاع. ذُكرت قصة عواد وجهوده في أكثر من اثني عشر فيلمًا وثائقيًا من بينها فيلمان حاصلان على جوائز وهما نقطة المواجهة والطفولة الممنوعة. بالإضافة إلى ذلك، كرمه معهد سينرغوس لفريق التفكير العالمي غير الربحي بصفته المبدع الاجتماعي للعالم العربي في فلسطين وذلك بسبب «إدخاله اللاعنف والمصالحة والمشاركة المدنية للفلسطينيين كوسائل لتعزيز المواطنين في السعي للتغير الاجتماعي وإيجاد حل أكثر عدلًا للنزاع». يعمل عواد في وقتنا الراهن على إنهاء مذكراته بعنوان الأمل المؤلم، وهي وصف لتجاربه واستراتيجيته ورؤيته للمستقبل الفلسطيني. يعيش عمر في بيت أمر بالقرب من الخليل.

## سيرة حياته
كانت عائلة عواد لاجئة من القبيبة (الخليل) بالقرب من بيت جبرين، وأُجبروا على مغادرة أرضهم في حرب فلسطين 1948 (النكبة)، واستقروا بعد ذلك في بيت أمر. وُلد عواد في حلحول في محافظة الخليل بالضفة الغربية، وربته عائلة ناشطة سياسيًا، واتبع خطا والدته في سن صغيرة فأصبح عضوًا في حركة فتح. (كانت والدته على معرفة قوية بياسر عرفات وكانت قائدة لحركة فتح في المنطقة).
قبل أن يصبح ناشطًا في اللاعنف، أدى عقوبتي سجن في إسرائيل. قُبض عليه بينما كان يدرس للامتحانات الثانوية (بعد أن أبلغ عنه مراقب مروحية رآه يرمي الحجارة)، ورفض عواد دفع غرامة قدرها 1500 شيكل، وصرح لاحقًا بأنه، رغم كونه راميًا للحجارة، لم يفعل ذلك في ذاك اليوم. سُجن لمدة ثلاثة أشهر.
بعد ثمانية أشهر، اشترك في الانتفاضة الفلسطينية الأولى وهو مراهق، ونتيجة لذلك، عوقب بالسجن مدة عشر سنوات بتهم رمي الحجارة والمولوتوف ولكونه ناشطًا في نظام الخلايا السرية. وفقًا لعواد، كانت جريمته الرئيسة هي رفض التعاون مع محققيه الذين أرادوا معلومات بخصوص النشاطات السياسية لوالدته. خدم مدة أربع سنوات، وأُطلق سراحه بعد توقيع اتفاقيات أوسلو. كان محصورًا في أريحا لبقية عقوبته جنبًا إلى جنب مع 280 سجين ممن أُطلق سراحهم.
بدأت قصة تحول عواد من المتشدد السابق إلى داعم ومعلم للاعنف خلال الفترة الثانية التي قضاها في السجن. في عام 1993، نسق حملة إضراب عن الطعام مع والدته، أيضًا في السجن في ذاك الوقت، ليتمكنا من رؤية بعضهما. وبعد 17 يوم، سمح المحتجزون بالطلب. شكّل نجاح الإضراب نقطة تحول: «عندما نجحنا، تغير رأيي السياسي؛ أدركت وجود طريقة أخرى غير عنيفة لتحقيق حقوقي. لقد أعمتني النقاشات؛ بشأن اللوم والضحية والعقاب والعدالة. لكنني أدركت الآن أن إظهار إنسانيتي بطريقة غير عنيفة قد كان السلاح الأفضل لتحقيق حقوقي».
عند إطلاق سراحه، وظّفته السلطة الفلسطينية بصفة ضابط أمن، فعمل لصالحها حتى استقال في عام 1997 بسبب الخلاف واليأس.
في العشرين من أكتوبر عام 2000 بعد اندلاع انتفاضة الأقصى، قال عواد إن مستوطنًا إسرائيليًا قد أطلق النار على ساقه. أُجلي إلى المملكة العربية السعودية حيث تلقى العلاج الطبي. وعند عودته، علم عواد بوفاة شقيقه يوسف. كان يوسف موظفًا في شركة تعمل مع الصندوق القومي اليهودي، ووفقًا لأخيه، لم يشترك بأي أنشطة متشددة. أطلق جندي إسرائيلي النار على رأسه من مسافة قريبة. (وفي رواية أخرى، يقول عواد إن إطلاق النار قد حصل بسبب الرد بالكلام على الجندي وكان ذلك الأمر انتهاكًا لقانون جديد لم يكن على دراية به).
حصل على جائزة أنديرا غاندي لعام 2023.